# Stella Mercedes Cabrera Finol
Stella Mercedes Cabrera Finol (Maracaibo, Zulia, Venezuela, 24 de agosto de 1930-Caracas, Distrito Federal, Venezuela, 22 de septiembre de 2011) fue un médico y político Venezolana nacida de una familia de industriales que pasó su infancia y juventud en la localidad de Maracaibo  y después se radicó en Ciudad Bolívar  donde desarrolló una carrera en Salud Pública y Política en las décadas de 60 a 90.

## Vida privada
Era la única hija de Raquel Maria Finol Ortega y de Horacio Cabrera Sifontes. El matrimonio ya se había separado en definitivo antes que Stella naciera, una vez que Horacio Cabrera estuvo recluido en la Rotunda en Caracas hasta 1934, debiendo exiliarse posteriormente en Trinidad durante la dictadura de Juan Vicente Gómez.  
Stella fue criada en Maracaibo en la casa familiar de Raquel Finol, a la cual regresó al nacerle su única hija y quedarse sin la compañía de su esposo. Los abuelos maternos de Stella Cabrera eran la pianista y profesora de música Carmela Ortega de Finol y el empresario Lucidio Finol Osorio, que les garantizaron una vida cómoda en la infancia y juventud. La familia Finol era compuesta de mujeres pioneras; su madre Raquel fue la primera mujer a graduarse en Derecho en la Universidad del Zulia en 1950; su abuela Carmelita era una destacada pianista que colaboró en la composición de la segunda parte del Himno del Estado Zulia; su prima Maria Finol Medrano fue la primera mujer licenciada en Filosofía por la Universidad del Zulia (1963), realizó su Doctorado en Filosofía por la Universidad de París IV París-Sorbonne y después fue nominada como profesora titular de la Universidad del Zulia. Cabe destacar también a su tío Dr. Ramiro Antonio Finol Ortega, un notable docente, farmacéutico, químico que inventó la tinta indeleble para elecciones.
Por parte de la familia de su padre, su bisabuelo fue el General Domingo Antonio Sifontes quien defendió las fronteras del Sur de Venezuela contra asedio británico y propició el desarrollo del Estado Bolívar en el siglo XIX, siendo nombrado el municipio Sifontes en su homenaje. También es bien conocida la historia de Horacio Cabrera Sifontes como pionero en el desarrollo agrícola, ganadero, cultural y de política pública del Estado Bolívar en el siglo XX. 

Cursó la Facultad de Medicina en la Universidad del Zulia, obteniendo su título de médico cirujano en 1962. 
El 8 de diciembre de 1962 se casa con un compañero de estudios, el médico Luis Emiro Hernández Vivas, y se trasladan a Ciudad Bolívar, donde fundan la Clínica Cuencas en el Casco Histórico de la ciudad. Inician ambos la Especialización en Ginecología y Obstetricia en la Universidad de Oriente Núcleo Ciudad Bolívar. En 1965 la pareja funda la Clínica Doctor José Gregorio Hernández donde ofrecen consultas de Ginecología y Obstetricia sin costo para la población femenina sin recursos económicos del Estado Bolívar.
En 1965 nacen sus primogénitos Luis Lucídio y Jose Gregorio Hernández Cabrera. En 1966, nace su tercer hijo Horacio Enrique y en 1969 nace su cuarto y último hijo Leonardo Andrés. 
Como práctica de educación continuada a sus hijos, la pareja viajaba en familia periódicamente a países extranjeros como Tailandia, China, Rusia, Europa, Estados Unidos, Egipto y Japón. En 1983, la pareja se separa definitivamente.

### Carrera en la Política y en la Salud Pública
Debido a la educación familiar materna, Stella Cabrera siempre demostró interés por la música, la literatura y las obras sociales, llevándola a incursionar en la Política por el Partido URD en 1962, en la época liderado por su padre Horacio Cabrera Sifontes. Su carrera pública empieza en 1964, cuando fue nombrada Directora Regional de Salud del Estado Bolívar. Por su iniciativa, implantó el programa de prevención y control de enfermedades venéreas en la población femenina de alto riesgo, direccionado a las trabajadoras sexuales. Aunque a Stella Cabrera no le gustaba ser asociada a su padre Horacio Cabrera Sifontes -- que había sido el primer Gobernador del Estado Bolívar nombrado por la Junta de Gobierno en 25 de enero de 1958 --, probablemente sus compañeros de Partido influenciaron en la nominación a ese primer puesto público debido a la afiliación de Horacio Cabrera a URD. 
En 1980 es nominada Presidente de la Cruz Roja Venezolana Seccional Bolívar, permaneciendo en el puesto hasta 1988. Ahí desarrolla un trabajo pionero de atención médica a las comunidades rurales y zonas mineras del Estado Bolívar. Crea el primer grupo de socorristas y brigadistas de la Cruz Roja, participando en formación gratuita a la población, y trabaja para la educación de Salud Pública y prevención del paludismo en el Estado Bolívar.
Del 1981 a 1985 fue Directora del IPASMED Seccional Bolívar y Médico-Jefe del INAVI Seccional Bolívar.
El 20 de marzo de 1986 recibió la Medalla de Honor al Mérito “Augusto Pinaud” en reconocimiento a su dedicación y sus servicios a la Cruz Roja Venezolana.
Del 1996 a 1998, fue nominada Prefecto de Ciudad Bolívar por el Gobernador Jorge Carvajal.

### Disidencia URD y Carrera Independiente en Asamblea Legislativa de Estado Bolívar
En 1969, es elegida Diputada por URD a la Asamblea Legislativa del Estado Bolívar por votación popular, siendo reelecta continuamente hasta 1984. Debido a las diferencias ideológicas con su padre, el dirigente Nacional de URD, una de las primeras acciones como Diputada fue no acatar una alianza entre URD y AD para neutralizar un anterior pacto acordado entre Copei, MEP, FDP, CCN y URD para alternarse cada año en la presidencia para control de la Cámara de Diputados del Estado Bolívar. Debido a esa desobediencia pasa a ser independiente y en el 22 de noviembre de 1970 se instala la nueva Asamblea con el diputado del MEP Roger Gonzalez Hernandez. Por su estilo y convicciones políticas propias, posteriormente como independiente es elegida por sus pares como la primera mujer Presidente de la Asamblea Legislativa del Estado Bolívar en el periodo 1971-1972.
En 1975, Stella se afilia definitivamente al Partido Copei para consolidar su propia trayectoria política, prefiriendo la ideología de Rafael Caldera, hasta su retiro de la vida política en 1998.

### Fallecimiento
En inicios de 2011, le diagnosticaron y le trataron cáncer de tiroides. Sin embargo, no soportó a una septicemia generada por el tratamiento de radioterapia, falleciendo el 22 de septiembre de 2011 en Caracas.

## Legado
- En 1972, Stella Cabrera participó en la creación del Comité de Conversión del Núcleo Bolívar de la Universidad de Oriente (UDO) en la Universidad de Guayana (UNEG). Las actividades de ese Comité culminaron en la creación de la UNEG el 9 de marzo de 1982, por decreto presidencial.[4]

- Stella Cabrera publicó “Jesus: El Profeta de la Luz y Su Redención Humana” en 2010, una impresión privada de 500 ejemplares.

- A partir de 1988, Stella Cabrera colaboró como articulista en los periódicos del Estado Bolívar El Bolivarense, El Progreso, Diario El Expreso y Correo del Caroni, particularmente opinando sobre el papel de la mujer en la sociedad venezolana,[5] cultura,[6] medicina,[7] política[8] y religión.[9]

- En 1990, Stella Cabrera fue brillante alumna del Primero, Segundo y Tercer Curso Maestro de Parapsicología y Psicotrónica de la Asociación Venezolana de Investigaciones Psicobiofísicas, con sede en Ciudad Bolívar, Venezuela, de la que fue miembro Activo y luego designada Coordinadora de Fenomenología Experimental, cargo en el cual se destacó por su inteligencia y capacidad, siendo muy querida y apreciada por todos.